# The Song Remains Not the Same
Albums de Black Label Society
Order of the Black
(2010) Unblackened
(2013)
The Song Remains Not the Same est un album studio du groupe américain de heavy metal Black Label Society, sorti le 10 mai 2011. Il fait plus office de compilation bonus que d’œuvres nouvelles. Il inclut notamment 4 reprises, le reste étant des œuvres musicales réédités du groupe mais cette fois-ci en manière acoustique, dite unplugged.

## Liste des titres
| 1.    | Overlord                   | Zakk Wylde                                                                     | 5:06 |
| 2.    | Parade of the Dead         | Zakk Wylde                                                                     | 3:55 |
| 3.    | Riders of the Damned       | Zakk Wylde                                                                     | 3:46 |
| 4.    | Darkest Days               | Zakk Wylde                                                                     | 4:05 |
| 5.    | Junior Eyes                | (reprise de Black Sabbath) Geezer Butler, Tony Iommi, Ozzy Osbourne, Bill Ward | 5:26 |
| 6.    | Helpless                   | (reprise de Crosby, Stills, Nash & Young) Neil Young                           | 4:36 |
| 7.    | Bridge over Troubled Water | (reprise de Simon and Garfunkel) Paul Simon                                    | 3:42 |
| 8.    | Can't Find My Way Home     | (reprise de Blind Faith) Steve Winwood                                         | 3:38 |
| 9.    | Darkest Days               | Zakk Wylde chanté par John Rich                                                | 4:04 |
| 10.   | The first Noel             | Zakk Wylde                                                                     | 2:54 |
| 41:12 |                            |                                                                                |      |

## Personnel
Musiciens
- Zakk Wylde : chant, guitare, piano
- John DeServio : basse, chœurs
- Will Hunt : batterie
- John Rich : chant

Techniciens
- Ingénieur du son : Adam Klumpp
- Mixage : Zakk Wylde, John DeServio, Adam Klumpp
- Mastering : George Marino,

Production
- Producteur : Zakk Wylde
- Producteur adjoint : John DeServio
- Artwork: Zakk Wylde, John Irwin